# Parafia ewangelicko-augsburska Świętej Trójcy w Węgrowie

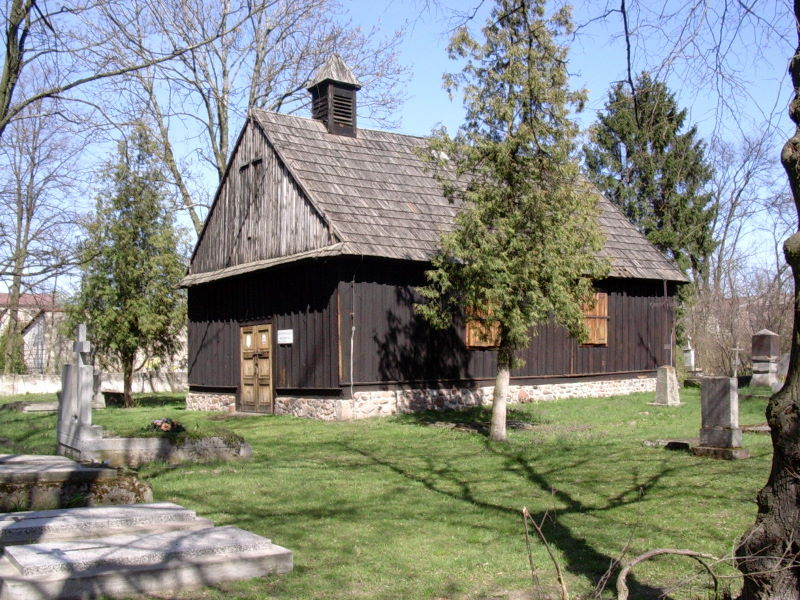
Stary kościół ewangelicki w Węgrowie

Parafia ewangelicko-augsburska Świętej Trójcy w Węgrowie – parafia luterańska w Węgrowie. Placówka należy do diecezji warszawskiej Kościoła Ewangelicko-Augsburskiego w RP. Mieści się przy ulicy Narutowicza.
Parafia została założona w 1650 roku z fundacji księcia Bogusława Radziwiłła. W 1776 roku została połączona z parafią luterańską Świętej Trójcy w Warszawie. Ponownie reaktywowana w 1836 roku.

## Historia

### Założenie zboru i rozwój parafii
Po tym, jak Węgrów stał się własnością rodziny Radziwiłłów, w 1630 Krzysztof II Radziwiłł założył na terenie miasta parafię ewangelicko-reformowaną, której świątynią został drewniany kościół. Powstało również mieszkanie księdza, któremu przydzielono ziemię. Na mocy przywileju wydanemu miastu przez Bogusława Radziwiłła 14 czerwca 1650 zagwarantował mu wolność religijną, przede wszystkim dla ewangelików reformowanych oraz luteran.
Ewangelicy osiedlali się na Mazowszu na skutek wojny trzydziestoletniej, przede wszystkim w Warszawie. Pozbawieni byli jednak możliwości budowania własnych świątyń. 25 czerwca 1650 przez Radziwiłła zostało ogłoszone pozwolenie na organizację nabożeństw luterańskich w budynku węgrowskiego kościoła kalwińskiego. Sytuacja ta miała trwać do czasu budowy nowej świątyni dla zboru reformowanego, a dotychczasowy kościół miał przejść wówczas na własność ewangelików augsburskich. Książę obiecał pomoc przy zakładaniu szkół i szpitali, a także finansowanie księdza z własnych środków. Przekazał również dom na mieszkanie dla duszpasterza.
Pierwsze nabożeństwo luterańskie miało miejsce w pierwszą niedzielę adwentu 1650, a duszpasterzem zboru został ks. Jonasz Columbus. 14 maja 1653 została podpisana umowa pomiędzy duchownymi obu wyznań ewangelickich na temat porządku sprawowania nabożeństw. Na jej mocy w niedziele i święta o godzinie 6:30 odbywało się ewangelicko-augsburskie nabożeństwo w języku niemieckim, natomiast o 8:30 - polskojęzyczne nabożeństwo reformowane. Tygodniowe posługi organizowano o godzinie 7:00 – polskie w środy i piątki, a niemieckie we wtorki i w czwartki. 
Przywileje na rzecz luteran zostały potwierdzone przez Ludwikę Karolinę Radziwiłłównę, która zwiększyła pensję wypłacaną księdzu luterańskiemu.
W posługach religijnych w Węgrowie uczestniczyli również wierni z Warszawy. Później rozpoczęto również prowadzenie tam nabożeństw. Liczba wiernych w stolicy wzrastała, w związku z czym parafia zaczęła być kierowana przez jej członków z Warszawy.
Po śmierci ks. Columbusa stanowisko proboszcza pozostawało nieobsadzone, w 1660 funkcję tę objął ks. Edward Lehmann, obsługujący także wiernych w Warszawie. Po nim opiekę duszpasterską w Węgrowie przejął ks. Tyraeus, a następnie od 22 lipca 1677 ks. Mattias Rosentretter.
W latach 1685–1690 proboszczem parafii był ks. Marcin Oloff, który w 1685 obsługiwał również zbór w Piaskach koło Lublina. Po nim opiekę nad wiernymi sprawował krótkotrwale na przełomie lat 1691-1692 ks. Krzysztof Grabowski, zastąpiony przez ks. Andrzej Grabowski, który rozpoczął prowadzenie księgi parafialnej. Urząd pełnił przez dwa lata, po czym przeniósł się do Sławatycz.
Następnym duszpasterzem parafii węgrowskiej został w 1695 ks. Fryderyk Metellus. Podczas jego urzędowania zdecydowano o wprowadzeniu regularnej częstotliwości sprawowania Sakramentu Ołtarza, w celu ułatwienia wiernym przystępowania do niego. Ksiądz Metellus pełnił stanowisko do 1700, kiedy na proboszcza wybrano ks. Jakóba Surmińskiego, sprawującego tę godność aż do jego śmierci 23 stycznia 1714.
Kolejno stanowisko proboszcza pełnili później księża Jerzy Abrahamowicz (1714-1720) i Jan Fryderyk Bachstrom (1720-1728). W 1728 posługę w parafii zaczął sprawować ks. Jerzy Rausch.
16 czerwca 1761 doszło do pożaru, w którym spłonęły plebania oraz szkoła. Nowy dom dla księdza zbudowano w latach 1762–1763. 23 marca 1762 zmarł proboszcz Jerzy Rausch, a jego następcą został ks. Krzysztof Grzegorzewski.
Od czerwca 1767 w domu modlitwy przy ambasadzie Danii w Warszawie rozpoczęto sprawowane publicznych nabożeństw, a w połowie 1768 wierni z warszawy wystosowali prośbę do króla duńskiego o objęcie opieki nad nimi przez tamtejszego duchownego. Skutkowało to zmniejszeniem dochodów ks. Grzegorzewskiego, który w związku z tym opuścił węgrowską parafię 6 stycznia 1776.
W 1779 ostatni duchowny reformowany wyjechał z miasta. W tym samym roku podpalony został budynek kościoła, jednak został on odbudowany w tym samym roku w ciągu jednej doby w wyniku przebudowy spichlerza przeniesionego z miejscowości Stara Wieś.
W latach 1779–1822 urząd proboszcza sprawował ks. Krzysztof Filip Goburek. W 1781 doszło do poświęcenia kościoła św. Trójcy w Warszawie, gdzie została przeniesiona siedziba parafii. Węgrów został filiałem parafii warszawskiej. Funkcję duszpasterza w Węgrowie sprawował następnie w latach 1831–1835 ks. Gottlieb Rosenthal.

### XIX wiek i czasy przed I wojną światową
Za sprawą proboszcza ks. Karta Tetfeilera, urzędującego w latach 1836–1838, węgrowska parafia odrodziła się i rozpoczęto w 1837 budowę nowego, murowanego kościoła św. Trójcy. Budynek poświęcono w 1841, kiedy funkcję proboszcza sprawował ks. Friedrich Wilhelem (1838-1841).
Od 13 września 1890 administratorem parafii został ks. Emil Eichelberger, w 1891 wybrany jej proboszczem. Rozpoczął on remont kościoła i budynków parafialnych, a 1893 poświęcono nową wieżę. Ksiądz Eichelberger od października 1894 objął parafię w Mariampolu, w związku z czym administrację nad wiernymi z Węgrowa objął ks. Kacper Mikulski, proboszcz parafii w Łomży. 2 lipca 1895 nowym duszpasterzem został wybrany ks. Gustaw Herman Knothe. Uroczystość jego instalacji na proboszcza miała miejsce 1 września tego samego roku.
W 1895 liczba parafian wynosiła 2737. Miało wtedy miejsce 181 chrztów, 30 ślubów, 103 pogrzeby oraz konfirmowano 92 osoby. Do 1899 liczba członków parafii wzrosła do 3030 osób.
W latach 1905–1907 zbór powrócił pod administrację parafii w Łomży. Następnie opiekę nad miejscowymi wiernymi pełnił w okresie 1908-1910 diakon parafii w Warszawie, Mieczysław Rüger. Później placówka powróciła pod zarząd proboszcza łomżyńskiego, ks. Kacpra Mikulskiego. Stan ten utrzymywał się do 1921.

### XX-lecie międzywojenne
W późniejszych latach parafią administrowali kolejno ks. Bruno Loffler (1922-1923) oraz ks. Felix Theodor Gloch (1923-1924). W 1923 węgrowska parafia liczyła 1497 członków, była właścicielem dwóch kościołów, 10 sal modlitwy oraz 14 cmentarzy. Prowadzono także dom starców. Parafii podlegał filiał Sadoleś, do którego należało 1250 wiernych i posiadał dwa kościoły, salę modlitwy oraz dwa cmentarze.
Następnymi administratorami zboru zostali ks. Johann Winkler (1924-1925) i ks. Rober Badke (1926-1928). Na przełomie lat 1929-1930 stanowisko proboszcza pełnił ks. Hugo Ernst Glasenapp, zastąpiony w 1931 przez ks. Maxa Lipskiego, który sprawował stanowisko aż do wybuchu II wojny światowej.

### Czasy powojenne
Po wojnie zbór w Węgrowie był administrowany ponownie przez ks. Mieczysław Rügera z Warszawy. W 1952 przeszedł pod zarząd Parafii Ewangelicko-Augsburskiej Wniebowstąpienia Pańskiego w Warszawie, podczas sprawowania w niej urzędu proboszcza przez ks. Karola Messerschmidta. Z jego inicjatywy w budynku dawnej plebanii działalność rozpoczął Ewangelicki Dom Opieki „Sarepta”, do pracy w którym w 1961 przybyła do Węgrowa siostra diakonisa Zuzanna Lazar, a rok później kolejne siostry: Alina Ciosk, Daniela Ferek i Krystyna Pilch. W 1960 na łamach Strażnicy Ewangelicznej ukazała się odezwa skierowana do rodzin ewangelickich, zachęcająca ich do osiedlenia się w Węgrowie. Na zaproszenie odpowiedziało pięć rodzin pochodzących z Mazur, Pomorza Zachodniego i Śląska, które zamieszkały w mieście.
W latach 1977–1979 stanowisko administratora pełnił ks. Włodzimierz Nast z Parafii Ewangelicko-Augsburskiej Świętej Trójcy w Warszawie. W 1979 proboszczem-administratorem został ks. Jan Hause, piastujący stanowisko do 1995, kiedy został mianowany kapelanem naczelnym Ewangelickiego Duszpasterstwa Wojskowego. Na przełomie 1995 i 1996 w parafii pracował ks. Marcin Hintz. Kolejnym administratorem został w 1996 ks. Adam Pilch jako proboszcz parafii Wniebowstąpienia Pańskiego w Warszawie. W tym czasie w latach 1996–2000 stanowisko wikariusza w Węgrowie sprawował ks. Marcin Pilch.
Urząd proboszcza parafii w Węgrowie objął w 2000 ks. Marcin Markuzel, który pełnił stanowisko do 2006. Został zastąpiony przez ks. Bogdana Wawrzeczko, który był proboszczem do września 2016.
Ewangelicki Dom Opieki „Sarepta” zakończył działalność w 2016. 1 września 2016 stanowisko proboszcza objął ks. Paweł Szwedo.

## Współczesność
Parafia w 2017 liczyła 39 członków. W jej posiadaniu znajdują się oba kościoły ewangelickie w mieście, nabożeństwa sprawowane są w kościele św. Trójcy w każdą niedzielę i święta.
Prowadzone są szkółki niedzielne oraz lekcje religii. Działa wypożyczalnia sprzętu rehabilitacyjnego.